# Iglesia adventista del séptimo día de la creación
La Iglesia Adventista del Séptimo Día de la Creación es un movimiento cristiano fundamentalista que fue formado por un pequeño grupo de creyentes que se separó la Iglesia Adventista del Séptimo Día en 1988, el cual se constituyó oficialmente en una Iglesia en 1991, la cual ha estado involucrada últimamente en casos judiciales, con la Asociación General de los Adventistas del Séptimo Día por marcas y nombres de dominio de Internet.

## Historia
Los Adventistas del 7.º Día de la Creación originalmente se separaron de la Iglesia Adventista del Séptimo Día debido a desacuerdos doctrinales; específicamente, relacionados con la adquisición e imposición de la marca comercial Adventista del Séptimo Día contra creyentes adventistas que estuviesen fuera de la sombrilla denominacional.
La congregación de los Estados Unidos es pastoreada por Walter McGill, y está ubicada en Guys, Tennessee. También hay una iglesia local en el país de Uganda como resultado de la respuesta y los esfuerzos misioneros llevados a cabo en África. En el 2003, McGill abrió una escuela en la propiedad de Guys. La iglesia cree en educación Cristiana privada.

### Litigios

#### Decisión de la OMPI sobre nombres de dominio en disputa
El 23 de mayo de 2006, el Centro de Arbitraje y Mediación de la Organización Mundial de la Propiedad Intelectual (OMPI) recibió notificación por parte de la Asociación General de los Adventistas del Séptimo Día, sobre varios nombres de dominio gestionados por la iglesia. El demandado alegó que tal confiscación de dominios web era una violación de la libertad religiosa.
En la decisión rendida el 21 de julio de 2006, la OMPI llegó a la conclusión de que si bien "el Demandado alega que está involucrado en la libre difusión del evangelio de Jesucristo y no en una actividad comercial [...]", y que Avisos Legales fueron publicados en los dominios en cuestión, "las personas interesadas en la búsqueda de información religiosa son usuarios de Internet y consumidores en el sentido de la Política." Concluyeron además que varios de los nombres de dominio de la iglesia infringían la marca comercial defendida por la Asociación General, y sobre la base de estas conclusiones, la OMPI ordenó "que los nombres de dominio fuesen transferidos al demandante."

#### Demanda sobre Marca Comercial Federal EE.UU
La Asociación General presentó una demanda contra la iglesia en 2006, con Walter McGill como el acusado, El Tribunal Federal de Distrito para el Distrito Oeste de Tennessee, Eastern División. La defensa de McGill citó la Cláusula de Libre Ejercicio, el hecho de que el nombre de la iglesia nunca se había utilizado en el comercio, y la carencia de una verdadera confusión durante el transcurso de la historia de la iglesia por quince años. Más tarde añadió el Acta de Restauración de Libertad Religiosa en apoyo a su reclamo del Libre Ejercicio, citando que el uso del nombre "Creation Seventh day Adventist" era demandado por su religión El juicio por jurado fue inicialmente reprogramado de enero de 2008 a junio, pero fue retrasado aún más.

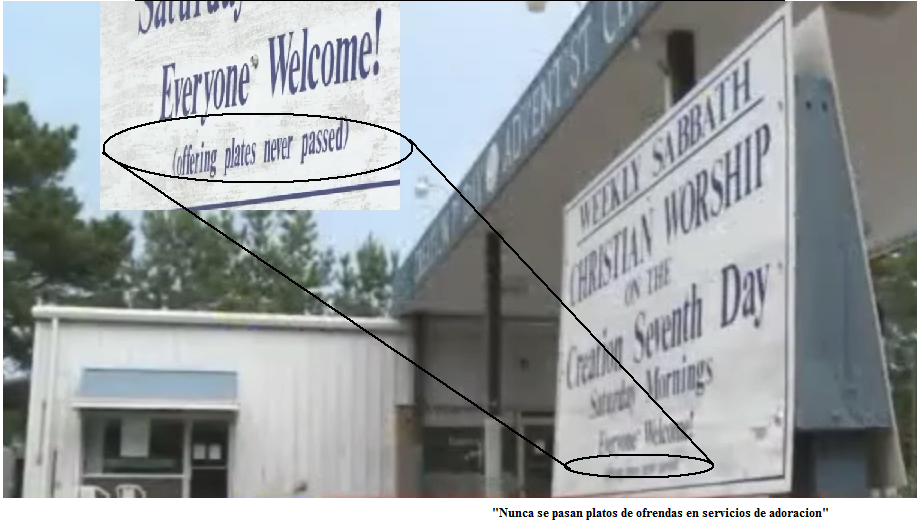
Aviso al Público: No se pasan platos de ofrendas.

En el ínterin, el 11 de junio de 2008, el juez de distrito de Tennessee emitió un juicio sumario parcial a favor del demandante, que el nombre "Adventista del Séptimo día" no se podía utilizar en la promoción de los materiales o servicios de la iglesia en ninguna localidad de los Estados Unidos, a pesar de la conclusión del juez de que la Iglesia ASD de la Creación tomó el nombre como resultado de una revelación divina, sin intención de confundir o engañar al público. El 27 de mayo de 2009, una recomendación por una prohibición judicial permanente fue. Consultado el 2 de diciembre de 2011. fue aprobada por el Tribunal contra McGill y la Iglesia prohibiéndoles el uso de los nombres "Adventistas del Séptimo Día", "Séptimo día", "Adventistas", o el acrónimo "SDA", ya fuese solo o en combinación con modificación de términos, con el fin de demandar una orden de notificación jurada de cumplimiento ante la Corte el 17 de junio de 2009. No se presentó tal informe de cumplimiento. En agosto de 2009, un escrito de expresión de agravios fue presentada por la iglesia(de la Creación) al Tribunal de Apelaciones del Sexto Circuito de EE. UU.
El 21 de noviembre de 2009, los abogados de la Conferencia presentaron a la Corte una Propuesta de Orden por Desacato y Sanciones, buscando entre otras cosas, el arresto del Pastor McGill, el despacho de Alguaciles de los Estados Unidos a la propiedad de la Iglesia CSDA para confiscar y remover los signos, las pancartas y los materiales que contenían los términos prohibidos bajo el mandato judicial, el costo de los honorarios de abogados, la autoridad para conducir un descubrimiento o interrogatorio de los demás miembros, aparte del Pastor McGill, involucrados en la gestión de sitios web de la Iglesia y la remoción de tales sitios web. El 14 de diciembre, el Juez Magistrado Bryant emitió un informe y una recomendación a la Corte adoptando la mayoría de la terminología redactada por la Conferencia, pero desaconsejando el empleo de Alguaciles de Estados Unidos para la destrucción de los signos y los materiales de la Iglesia, en favor de que los demandantes mismos lo hiciesen o sus agentes. El juez Breen adoptó la orden recomendada en su totalidad el 6 de enero de 2010, autorizando además la confiscación de varios sitios web y dominios registrados, ya sea por la Iglesia o presuntos colaboradores, incluyendo a varios que no estaban en violación de la orden judicial.
El 16 de febrero de 2010, la orden fue ejecutada por un negocio de anuncios (contratado) y un jefe de policía en la propiedad de Guys, en medio de las protestas de los simpatizantes que se enteraron. El 8 de marzo, los letreros principales (del nombre de la iglesia) fueron repintados por la Iglesia, a lo cual la Asociación General respondió con una moción para demandar una audiencia por desacato, programada para el 25 de mayo. Lucan Chartier, un joven pastor asistente de la congregación de Guys, testificó sobre su participación en el repintado de los anuncios y el mantenimiento de los sitios web de la Iglesia, respondiendo a posteriores interrogatorios que continuaría haciéndolo porque "no tiene más remedio que seguir su conciencia sobre la base de lo que dicta su religión."
El 26 de junio, el Juez presentó su informe y recomendación de encontrar tanto al Sr. Chartier y al Pastor McGill en desacato a la corte por desobedecer la orden judicial, al repintar los letreros de la Iglesia, seguir con el mantenimiento de los sitios web y otras actividades pertinentes. El 10 de agosto, el Tribunal de Apelaciones dictó su juicio, afirmando la sentencia de la Corte Distrital, concluyendo que si bien el fallo agobia sustancialmente las convicciones religiosas del Pastor McGill, las leyes de libertad religiosa no eran aplicables en conflictos de propiedad, con la ley de marca comercial bajo la categoría de propiedad intelectual. Sostuvieron además que el RFRA (Acta de Restauración de Libertad Religiosa) únicamente se aplicaba en aquellos casos en los que el Gobierno Federal es un directo participante e iniciador de las demandas, y no en aquellos casos donde la parte demandante es un particular que asegura en hacer cumplir las leyes federales contra otros. En aquella sentencia, el Tribunal se opuso a un previo juicio del Segundo Circuito de Apelaciones que había concluido lo contrario, favoreciendo, en su lugar, la opinión disidente de la entonces Juez Sonia Sotomayor.
El 8 de noviembre, un auto de avocación, fue presentado ante la Corte Suprema de los Estados Unidos, enfocándose en una porción de la decisión de la Corte del Sexto Circuito, desestimando el reclamo del acusado, de aplicar la protección de la ley RFRA por el agobio a sus convicciones religiosas por cumplir con la petición del demandante. Su petición hizo referencia a los actuales desacuerdos que existen entre los diversos Tribunales de Apelación sobre este asunto, señalando que mientras los Tribunales de Apelaciones del Quinto Circuito y los Tribunales de Apelaciones del Séptimo Circuito de los Estados Unidos están de acuerdo con el Sexto Circuito en este asunto, otros Tribunales, como los Tribunales de Apelaciones del Octavo Circuito y la Corte de Apelaciones del distrito de Columbia han de hecho aplicado la ley RFRA a casos similares como el suyo, donde solo había partes privadas o particulares en demandas civiles. El Rutherford Institute presentó un documento Amicus curiae (un amigo del tribunal) a la Corte Suprema de Justicia el 11 de febrero de 2011, argumentando que el caso debería ser oído, y que la protección del RFRA ha sido aplicable a juicios civiles relacionados con reclamaciones por discriminación de empleo, disputas de propiedad intelectual y procedimientos de bancarrota. El 8 de abril, la Corte Suprema anuló las objeciones tanto de Chartier como de McGill.
Un segundo Informe y Recomendación fue presentado por el Juez, el 16 de diciembre, aconsejando que McGill y Chartier fuesen puestos bajo custodia por el Servicio de Alguaciles de los EE. UU., donde se les obligó a cumplir sentencias de 30 días en la cárcel, fuera de una multa de 500 dólares. El juez Bryant adoptó el Informe y la Recomendación, modificándolo en parte el 5 de abril, autorizando órdenes de arresto para McGill y Chartier por el Servicio de Alguaciles de los EE. UU. Todo esto pasó a pesar de que la Asociación General demandó por un encarcelamiento permanente.

### Arresto y encarcelación
El Pastor McGill fue detenido en Loma Linda, California el 13 de julio de 2012, dos días antes de su intencionada entrega en el lugar reportado, y fue encarcelado en la prisión federal del Condado de San Bernardino en California. El 31 de julio, Chartier se entregó al centro de detención del condado de San Bernardino, y fue encarcelado en la misma localidad que McGill después de haber participado en una rueda de prensa de 20 minutos, ante un grupo de reporteros.
McGill fue retenido por un periodo de treinta días antes de haber sido liberado el 11 de agosto de 2012, durante el cual permaneció en un ayuno de líquidos solamente. Tras su liberación, expresó su intención de continuar este ayuno por otros 10 días más "para emular un ayuno de 40 días hecho por Jesús". Chartier fue puesto en libertad el mismo día que McGill, el 9 de julio, habiendo participado también de un ayuno similar, subsistiendo solo de "agua y jugo exprimido de las naranjas que a veces le servían en el desayuno." Ambos manifestaron su intención de continuar sosteniendo el nombre Adventista del 7.º día de la Creación debido a sus conciencias y religión, incluso si esto significa tener que volver a la cárcel en el futuro por petición de la Asociación General. Una petición fue posteriormente lanzada para desalentar a la Iglesia Adventista del Séptimo día de llevar a cabo más encarcelamientos.

### Peticiones y Caminata a través de América
A raíz de su detención y encarcelamiento, McGill y Chartier lanzaron una petición en línea en un intento de convencer a la Corporación de la Asociación General de Adventistas del Séptimo día a retirar su demanda civil.
En cuanto a la potencial reacción a este esfuerzo, McGill afirmó en una entrevista con el periódico Independent Appeal, "Tenemos la esperanza de que si suficientes personas firman la petición para concedernos nuestra libertad religiosa en Estados Unidos quizás la Iglesia ASD se de cuenta que es mejor para su imagen el abandonar este asunto que han provocado." Durante una entrevista con el Jackson Sun ese mismo mes, Chartier dijo, "No podemos dejar de practicar nuestra fe, y la corte no puede evitar ignorar que violemos su orden. La única manera en que esto puede resolverse es que la Iglesia Adventista del Séptimo día, quien inicio la demanda, deje de exigir a la corte por un encarcelamiento permanente."
El 26 de abril de 2014, una segunda petición fue lanzada con la intención de solicitar a la Cámara de Representantes de los Estados Unidos una aclaración en la terminología de la Ley de Restauración de Libertad Religiosa (RFRA) para saber si legítimamente puede aplicarse a los pleitos civiles entre particulares.
En una entrevista con Independent Appeal, en septiembre de 2013, McGill manifestó su intención de caminar a través de los Estados Unidos de costa a costa en el 2014. Sus razones dadas en favor de esta caminata, además de la recolección de firmas para su petición de libertad religiosa, son la concientización de la necesidad de un nuevo nacimiento de libertad e integridad, la restauración del autorrespeto, valores familiares, libertad de conciencia y una vida victoriosa, mientras se observan y aplican los principios universales de las leyes de la salud física, mental y espiritual de Dios.
Según la entrevista, el Pastor recibió una respuesta muy positiva de la gente en general y de las autoridades civiles de la ciudad durante un viaje preliminar en carro, mientras continuaba su ruta prevista.
La Caminata de McGill lanzada oficialmente el 23 de abril de 2014 en Kill Devil Hills, North Carolina. Su sitio web el cual promociona la caminata,, nombra una lista ampliada de causas, incluyendo: las libertades civiles, los derechos humanos, la integridad nacional, la restauración de la autoestima individual y corporativa, el apoyo a los valores tradicionales de la familia, la libertad de conciencia para todos los ciudadanos, la defensa de los principios constitucionales, una revisión y valoración del patrimonio Americano, el cuidado por los pobres y sin hogar, la promoción de las prácticas de salud natural, el uso de la Regla Dorada en el vivir diario, y un despertar espiritual para la sanación de la nación.
Su destino previsto es Santa Mónica Pier de Santa Mónica, California después de recorrer aproximadamente 3.200 millas McGill anticipa cubrir cerca de 100 millas por semana.

## Posiciones doctrinales
El grupo retiene ciertas creencias fundamentales adventistas (1872) como la observancia del séptimo día sábado, el no consumo de carnes inmundas, la muerte como un sueño, el juicio investigador, y la inminente Segunda Venida de Cristo. Junto a estas, hay otras y varias doctrinas más notables, como las siguientes. Aunque se difiere de los Adventistas del Séptimo Día modernos en los asuntos enumerados a continuación, sus doctrinas bíblicas con respecto a la responsabilidad religiosa corporativa, el rechazo de la Trinidad Católica, la separación de Iglesia y Estado, y la victoria sobre todos los pecados pasados y conocidos fueron observadas y enseñadas por sus primeros padres y prominentes líderes adventistas

### Victoria sobre el pecado (El Verdadero fruto de la Justificación por la Fe)
La Iglesia ASD de la Creación vive y enseña una experiencia de completa y continua victoria sobre los pecados conocidos en el creyente nacido de nuevo. La Iglesia cree que este mensaje, que le fue presentado a la Iglesia Adventista del Séptimo día en 1888 (por los ancianos A.T Jones y E.J Waggoner) bajo el nombre de "Justificación por la Fe", fue rechazado por los líderes religiosos de la Asociación General a pesar del fuerte respaldo dado por Elena G. de White La Iglesia ASDC enseña que cuando un individuo nace de nuevo, el Espíritu de Cristo habita en el creyente en lugar de la naturaleza y el espíritu del "viejo hombre", el cual consideran estar muerto. Enseñan que el resultado de esta unión es una vida de completa conformidad con la voluntad Divina, la cual equivale a una vida y experiencia libre de todos los pecados conocidos. Los Adventistas del 7.º Día de la Creación (ASDC) creen en el libre albedrío y son rápidos para diferenciar sus creencias y doctrina de la moderna enseñanza (Gnóstica) de "una vez salvo, siempre salvo" en que, si bien la doctrina UVSSS enseña que un hombre permanece salvó a pesar de sus acciones subsiguientes (incluyendo pecados conocidos), la doctrina bíblica de victoria sobre el pecado enseña un verdadero CESE de las malas acciones como una consecuencia natural de haber sido salvo o liberado del yugo del pecado.
En cierta forma, la doctrina de victoria sobre el pecado es similar a la enseñada por el reformador John Wesley con respecto al nuevo nacimiento, sin embargo, se diferencia en que mientras Wesley creyó que una persona no podía cometer pecado mientras estuviese en un estado vacilante o ambivalente conocido como "nacido de Dios", la Iglesia ASD de la Creación enseña que el nuevo nacimiento es un evento único (de una vez) seguido por un estado permanente, el cual define que un Cristiano nacido de nuevo (por su mismísima y nueva naturaleza) no cometerá pecados conocidos en ningún momento. 1 Juan 3:9-10

### Rechazo de la Doctrina de la Trinidad
Aunque no es una prueba de membresía, la Iglesia ASD de la Creación por lo general considera a la doctrina de la Trinidad como un error.
Creen que el Padre y el Hijo son dos seres distintos y separados, a quienes se les hace referencia por el término hebreo "El", traducido como "Dios" en el Antiguo Testamento, o colectivamente por el término plural "Elohim", también traducido como "Dios." Se rechaza la idea de que el Espíritu Santo es una persona en el mismo sentido como lo son el Padre y el Hijo, creyendo ser más bien la esencia, el poder, las características, la presencia y la personalidad compartida de estos dos. Los ASDC creen, sobre la base de las Escrituras, que cuando el mismo Espíritu del Padre y del Hijo es compartido es cuando estos son referidos como "uno", y que de esta misma manera es como Cristo y el creyente son "uno". También entienden que el compartirse el mismo Espíritu Santo es un medio que conlleva naturalmente a la verdadera unidad y armonía entre los creyentes, parafraseando de varios pasajes de Juan 17. Aunque los ASD de la Creación creen que el Hijo cumple un rol de sumisión, y por lo tanto menor, en relación (al rol) del Padre, no aceptan la idea de que el Hijo es un ser intrínsecamente inferior al Padre o que haya sido creado (arrianismo) por el Padre. Han argumentado también que la edición original del libro de Elena de White, "El deseado de todas las gentes" no apoyó la Trinidad (Católica)
El entendimiento bíblico ASDC fue compartido por la gran mayoría de los primeros dirigentes Adventistas del Séptimo día, [’’Ministry Magazine, October 1993’’, George Knight][’’Adventist Review, Jan 6, 1994’’ y William G. Johnsson], sin embargo, fue abandonado en favor del entendimiento de la doctrina Trinitaria (Católica) por la denominación Adventista del Séptimo día, a mediados del siglo XX.

### Separación de Iglesia y Estado / Disputas de Marcas
La Iglesia ASDC cree en una completa separación de Iglesia y Estado (es decir, un rechazo a la idea de que las agencias gubernamentales tengan la autoridad de inmiscuirse en la libertad religiosa, y la responsabilidad religiosa de los hombres, para imponer algún requerimiento religioso o eclesiástico y viceversa). Se diferencian de la denominación Adventista del Séptimo día en la interpretación de este concepto; el ejemplo más destacado es que, si bien la dirección de la Asociación General considera que el registro e imposición de marcas es una acción necesaria para proteger la identidad de la Iglesia la Iglesia ASD de la Creación ve esto como una unión de Iglesia y Estado que regula "las observancias religiosas"(específicamente del pueblo Adventista), las cuales son consideradas prohibidas por principio Bíblico.
Su comprensión del principio divino de la responsabilidad individual de la membresía ASD por las acciones de los líderes de su iglesia tomado de pasajes como Apocalipsis 18:04, provocó su separación del cuerpo y denominación Adventista principal, sobre todo después de haberse llevado a cabo el encarcelamiento del Pastor John Marik, por su uso del nombre "Adventista del Séptimo día." [’’Tiny Church in Hawaii Battles Adventists Over Trademark Use’’, Russel Chandler, L.A. Times 27 de noviembre de 1988]
La Iglesia ASD de la Creación enseña que cuando una iglesia se une o emplea al Estado para regular las observancias religiosas de otros, esta "cae" en el sentido de que deja de ser el cuerpo elegido de Cristo, y los fieles deben salir de aquella organización. Esta posición también fue enseñada por los primeros adventistas. La Iglesia ASDC cree que la marca comercial y registrada del nombre "Adventista del Séptimo día" cumple la profecía de la marca, el nombre y el número de la bestia (al formar una imagen de esta), ya que no solo regula las observancias religiosas (del pueblo Adventista) sino que exige a los creyentes someterse a la autoridad de una ley civil, que viola sus conciencias, en cuanto a una de sus observancias religiosas peculiares, como Adventistas.

### El nombre Adventista del Séptimo día
Fuera de que los miembros ASDC, en sus inicios, recibieron por revelación divina el nombre "Adventista del 7.º Dia de la Creación", la Iglesia ASD de la Creación también cree que el nombre Adventista del Séptimo Día había sido dado por Dios para describir la fe del Adventismo del Séptimo día, y que como resultado, aquellos que aceptan las creencias del Adventismo deben usar el nombre para identificarse a sí mismos y a sus organizaciones. Ellos consideran que este es un asunto de conciencia, como cualquier otro, y equivale a negar o a afirmar el nombre "Cristiano" basándose en varias citas de Elena de White en cuanto a la adopción y uso del nombre, al haber este sido comisionado y aprobado por Dios. [Ellen G. White, Selected Messages, Book 2, p. 384, The Early Years Vol. 1, p. 438, Manuscript Releases Vol. 13, p. 68,69]

### Miembros de la Iglesia
La Iglesia ASDC sostiene estrictos puntos de vista en cuanto al concepto bíblico de membresía eclesiástica (miembros del Cuerpo de Cristo, Su Iglesia), afirmando que una vez se llega a la unidad con Cristo, la unidad con Su Iglesia (la cual declaran ser ellos mismos) es el fruto natural de esa unidad, porque una no puede ser válida ni manifestarse sin la otra.

### Los Días Santos y los Nombres Sagrados
La Iglesia ASDC observa el día de Luna nueva mensual, durante la conjunción del ciclo lunar. También referida en sus escritos como el "Festín de Humildad de Luna Nueva", en cuyo día sus miembros se preparan y participan de la Comunión, del lavado de los pies, y de una comida llamada festín ágape en el que se come de frutas frescas y semillas crudas (naturales) en anticipación de la Cena de las Bodas del Cordero, después del regreso de Cristo. Ellos observan las Lunas Nuevas de manera similar a los sábados semanales, en que no se hacen trabajos seculares y transacciones comerciales, con la única diferencia de que no se le requiere al mundo que las guarden, como sucede con el sábado, porque es una observancia particular de la Iglesia, como Novia de Cristo.